# يوجين بينيت
يوجين بينيت (بالإنجليزية: Eugene Bennett)‏ هو رسام وفنان أمريكي، ولد في 20 ديسمبر 1921 في سنترال بوينت في الولايات المتحدة، وتوفي في 2 نوفمبر 2010 في جاكسونفيل في الولايات المتحدة.